# Gerhard Kümmel
Gerhard Kümmel (* 1964) ist ein deutscher Politikwissenschaftler und Militärsoziologe. Er ist wissenschaftlicher Direktor am Zentrum für Militärgeschichte und Sozialwissenschaften der Bundeswehr und Vorsitzender des Arbeitskreises Militär und Sozialwissenschaften.

## Leben
Kümmel studierte von 1985 bis 1991 Politikwissenschaft, Soziologie und Geschichte an der Philipps-Universität Marburg (M.A.). Als Stipendiat der Friedrich-Naumann-Stiftung wurde er 1994 bei Wilfried von Bredow am Fachbereich Gesellschaftswissenschaften und Philosophie mit der Dissertation Transnationale Wirtschaftskooperation in einem turbulenten internationalen zum Dr. phil. promoviert. 1992 war er Forschungsstipendiat am Deutschen Historischen Institut  (DHI) in Washington, D.C., USA. Von 1995 bis 1997 war er Post-doc-Stipendiat der Deutschen Forschungsgemeinschaft (DFG). 1997 verbrachte er als Dozent des Deutschen Akademischen Austauschdienstes (DAAD) an der University of Victoria in Victoria, British Columbia, Kanada.
Von 1997 bis 2012 war er wissenschaftlicher Mitarbeiter am Sozialwissenschaftlichen Institut der Bundeswehr (SOWI) in Strausberg. 1998 wurde er Projektleiter am SOWI. Von 2006 bis 2012 leitete er den Forschungsschwerpunkt „Transformation der Bundeswehr“. 2013 wurde er Leiter des Forschungsbereichs „Militärsoziologie“ am Zentrum für Militärgeschichte und Sozialwissenschaften der Bundeswehr in Potsdam. Zu den derzeitigen Forschungsschwerpunkten des wissenschaftlichen Direktors gehören Frauen im Militär, Soldatenfamilien und Streitkräfte in der postheroischen Gesellschaft. 1999 übernahm er zusätzlich einen politikwissenschaftlichen und soziologischen Lehrauftrag an der Universität Potsdam, wo er seit 2007 Militärsoziologie im Studiengang Military Studies lehrt.
Seit 2010 ist Kümmel Präsident des ISA-Research Committee „Armed Forces and Conflict Resolution“  der International Sociological Association und seit 2000 Vorsitzender des Arbeitskreises Militär und Sozialwissenschaften (AMS), der im Nomos Verlag die Reihe Militär und Sozialwissenschaften herausgibt. Darüber hinaus ist er u. a. Mitglied der Deutschen Gesellschaft für Soziologie und der Deutschen Vereinigung für Politische Wissenschaft. Kümmel ist zudem Associate Editor der Zeitschrift Armed Forces & Society und Mitglied des wissenschaftlichen Beirats der Zeitschrift für Außen- und Sicherheitspolitik.

## Auszeichnungen
- 1996: J. William Fulbright Dissertationspreis der Fulbright-Kommission

## Schriften (Auswahl)
Kümmel ist Herausgeber zahlreicher Schriften u. a.:
- mit: Thomas Jäger, Wilfried von Bredow: European Security. Macmillan, Basingstoke 1997, ISBN 0-312-17534-5.
- mit Andreas Prüfert: Military Sociology. The Richness of a Discipline (= Forum Innere Führung. Band 9). Nomos, Baden-Baden 2000, ISBN 3-7890-6999-X.
- Wissenschaft, Politik und Politikberatung. Erkundungen zu einem schwierigen Verhältnis. Lang, Frankfurt am Main 2004, ISBN 3-631-52004-2.
- mit Thomas Jäger, Marika Lerch, Thomas Noetzel: Sicherheit und Freiheit. Außenpolitische, innenpolitische und ideengeschichtliche Perspektiven. Festschrift für Wilfried von Bredow (= Forum Innere Führung. Bd. 22). Nomos, Baden-Baden 2004, ISBN 3-8329-0443-3.
- Diener zweier Herren. Soldaten zwischen Bundeswehr und Familie. Lang, Frankfurt am Main 2005, ISBN 3-631-53357-8.
- mit Thomas Jäger: Private Military and Security Companies. Chances, Problems, Pitfalls and Prospects. VS Verlag für Sozialwissenschaften, Wiesbaden 2007, ISBN 978-3-531-14901-1.
- Giuseppe Caforio, Bandara Purkayastha: Armed Forces and Conflict Resolution. Sociological Perspectives (= Contributions to Conflict Management, Peace, Economics and Development. Band 7). Emerald Group Publishing, Bingley 2008, ISBN 978-1-84855-122-0.
- mit Helena Carreiras: Women in the Military and in Armed Conflict (= Schriftenreihe des Sozialwissenschaftlichen Instituts der Bundeswehr. Band 6). 1. Auflage. VS Verlag für Sozialwissenschaften, Wiesbaden 2008, ISBN 978-3-531-15834-1 (englisch).
- mit Giuseppe Caforio, Christopher Dandeker: Armed Forces, Soldiers and Civil-Military Relations. Essays in Honor of Jürgen Kuhlmann (= Schriftenreihe des Sozialwissenschaftlichen Instituts der Bundeswehr. Band 7). VS Verlag für Sozialwissenschaften, Wiesbaden 2009, ISBN 978-3-531-91409-1.
- mit Angelika Dörfler-Dierken: Identität, Selbstverständnis, Berufsbild. Implikationen der neuen Einsatzrealität für die Bundeswehr (= Schriftenreihe des Sozialwissenschaftlichen Instituts der Bundeswehr. Band 10). VS Verlag für Sozialwissenschaften, Wiesbaden 2010, ISBN 978-3-531-17518-8.
- mit Henrik Fürst: Core Values and the Expeditionary Mindset: Armed Forces in Metamorphosis (= Militär und Sozialwissenschaften. Band 45). Nomos, Baden-Baden 2011, ISBN 978-3-8329-6514-3.
- mit Joseph Soeters: New Wars, New Militaries, New Soldiers? Conflicts, the Armed Forces and the Soldierly Subject (= Contributions to Conflict Management, Peace, Economics and Development. Band 19). Emerald Group Publishing, Bingley 2012, ISBN 978-1-78052-638-6.
- mit Bastian Giegerich: The Armed Forces. Towards a Post-Interventionist Era? (= Schriftenreihe des Zentrums für Militärgeschichte und Sozialwissenschaften der Bundeswehr. Band 14). Springer VS, Wiesbaden 2013, ISBN 978-3-658-01286-1.
- mit Angelika Dörfler-Dierken: Am Puls der Bundeswehr. Militärsoziologie in Deutschland zwischen Wissenschaft, Politik, Bundeswehr und Gesellschaft (= Schriftenreihe des ZMSBw. Band 1). Springer VS, Wiesbaden 2015, ISBN 978-3-658-11493-0.
- mit Phil C. Langer: „Wir sind Bundeswehr.“ Wie viel Vielfalt benötigen, vertragen die Streitkräfte?. Hartmann, Miles-Verlag, Berlin 2015, ISBN 978-3-945861-03-5.